# Manoir de Kervero
Cet article possède des paronymes, voir Manoir de Kerveno et Manoir de Kervéno.
Le manoir de Kervero est situé à Arradon en France.

## Localisation
Le manoir est situé sur le territoire de la commune d'Arradon, au lieu-dit Kervero, dans le département du Morbihan en région Bretagne.

## Description
Le manoir actuel date des XVIe et XVIIe siècles, le logis est construit en moellons de granite, avec comble à surcroît, avec un toit recouvert d'ardoises à pignon découvert, appentis au nord. Le second logis est en moellons équarris, à un étage carré, tête d'homme sculptée en réemploi dans la façade, toiture à longs pans aujourd'hui à ruellée, lucarne avec noue, escalier à vis sans jour, en charpente. Logis isolé en moellon de granite, à un étage carré et comble habitable, corps en retour couvert en appentis à rez-de-chaussée et comble habitable, élévation à travées, linteau de fenêtre avec scène de chasse sculptée, toit à longs pans à pignon découvert.

## Historique
Manoir mentionné dans les réformations en 1462. Partie basse du logis construite au début du XVIe siècle, et restaurée au premier quart du XXe siècle avec adjonction d'un escalier extérieur au nord ouest, et transformation de la partie étable en chambres. Partie haute, à l'ouest construite au début du XVIIe siècle ; toiture initialement à croupes, transformé au XIXe siècle. Achetée au début du XXe siècle par le sénateur Roger Grand, qui y construit une maison vers 1905. Fontaine constituée d'une lucarne datant probablement du XVIIIe siècle, remontée sans doute vers 1910 pour Roger Grand.
Il est inscrit à l'inventaire général du patrimoine culturel en 1990.